# Mantum
Mantum est un village du Cameroun situé dans le département du Mezam et la Région du Nord-Ouest. Il fait partie de l'arrondissement de Bali.

## Localisation
Mantum est localisé à 5° 53' N et 10° 01'E. Il se trouve à environ 17 km de distance de Bamenda, le chef-lieu de la Région du Nord-Ouest et à environ 280 km de distance de Yaoundé, la capitale du Cameroun.

## Population
Lors du recensement de 2005, on a dénombré 1 596 habitants dont 793 hommes et 803 femmes.

## Éducation
Mantum compte une école primaire publique (construite en 1992) et une école secondaire publique (construite en 2010).

## Santé
En 2009, l'Organisation non gouvernementale The African Women Education and Development Partnership a fait parvenir des médicaments à la population défavorisée de Mantum, qui n'avait pas accès aux soins, pour traiter notamment des cas de malaria.
Un centre de santé a ouvert en 2012. En 2013, le centre a reçu d'importants dons d'équipements de la part des Sœurs de Djam'mum de la Solidarité de Yaoundé.

## Réseau routier
Des routes non pavées relient Mantum aux villages de Bawock, Mbu, Mbatchubu et Gola.